# 1974 год в музыке

## Хронология
- Группа ABBA победила на конкурсе Евровидение с песней Waterloo
- 30 января — Участник трио «Emerson, Lake & Palmer» Грег Лэйк был арестован полицией г. Солт-Лейк-Сити за купание нагишом в бассейне отеля, хорошо просматриваемом со стороны улицы. Музыкант был вынужден заплатить штраф размером в $75, так как в штате мормонов нудизм запрещён даже в парилках.[web.archive.org/web/20120127073520/oldies.about.com/od/oldieshistory/a/january30.htm]
- 12 февраля — В одном из районов Нью-Йорка Гринвич-Виллидж открылся рок-клуб Bottom Line.
- 14 февраля — Участники американского поп-дуэта «Captain & Tennille» Дэрил «Кэптэн» Дрэгон и Тони Теннайл сочетались браком в г. Вирджиния-Сити, штат Невада.
- 20 февраля — После 10 лет супружества Шер подала на развод со своим мужем Сонни Боно.
- 26 марта — Том Петти сочетался браком со своей первой женой Джейн Беньо.
- 30 марта — Панк-рок группа «Ramones» дала свой первый концерт в Нью-Йорке.
- 4 апреля — Кантри-певица Долли Партон выпустила сингл «I Will Always Love You» приобретший впоследствии ещё большую популярность в исполнении Уитни Хьюстон.
- 5 апреля — «Van Halen» отыграли свой первый концерт в ночном клубе Билла Газзарри («Gazzarri's»), расположенном на бульваре Сансет-стрип в Голливуде.
- 25 апреля — Вдова Джима Моррисона Пэм Корсон была найдена мёртвой в своей голливудской квартире в Лос-Анджелесе. Очевидно, что причиной смерти стала передозировка героина.
- 18 мая — В день своего 25-летия Рик Вэйкман был вынужден покинуть группу «Yes» по моральным соображениям.
- 4 июля — Барри Уайт обручился с Глодин Джеймс — ведущей певицей из созданного им же ансамбля «Love Unlimited».
- 26 июля — В день релиза своего второго соло-альбома «Rock Bottom» Роберт Уайатт женился на художнице и авторе песен Альфреде Бенж.
  - У Питера Гэбриэла и его жены Джилл Мур родилась дочь Анна Мэри.
- 29 июля — Нил Пирт официально принят в канадскую рок-группу «Rush» (это произошло за две недели до их первого зарубежного турне по США).
- 7 августа — Лид-вокалист «The J. Geils Band» Питер Вульф женился на актрисе Фэй Данауэй.
- 1 сентября — Гитаристами Валерием Селезнёвым и Юрием Захаровым был создан коллектив ВИА «Лейся, песня».
- 11 сентября — В Гилфорде (Англия) образована панк-рок группа «The Stranglers».
- Начало октября — Алла Пугачёва покидает ВИА «Москвичи» под управлением Виталия Кретюка (Кретова).
- 5 октября — «AC/DC» отыграли свой первый официальный концерт с Боном Скоттом в качестве нового вокалиста (первым солистом в группе до него был Дэйв Эванс).
- Конец октября — Алле Пугачёвой присуждена третья премия на V Всесоюзном конкурсе артистов эстрады за исполнение песен «Посидим, поокаем» и «Ермолова с Чистых прудов».
- 24 ноября — Алла Пугачёва становится солисткой ВИА «Весёлые ребята» под управлением Павла Слободкина.
- 28 ноября — Джон Леннон в последний раз вышел на сцену во время концерта Элтона Джона в Мэдисон-Сквер-Гарден.
- 31 декабря — Линдсей Бакингэм и Стиви Никс присоединились к «Fleetwood Mac».

## Образовавшиеся группы
- Blondie
- Firefall
- Y&T
- Normaal
- Throbbing Gristle
- ВИА «Лейся, песня»
- Ramones

## Выпущенные альбомы
См. также: категорию музыкальных альбомов 1974 года

### Февраль
- Burn (Deep Purple, 15 февраля)
- Kiss (Kiss, 18 февраля) (дебютный альбом)

### Март
- Queen II (Queen, 8 марта)
- Starless and Bible Black (King Crimson, 29 марта)

### Июнь
- Mirage (Camel, 3 июня)

### Сентябрь
- Rocka Rolla (Judas Priest, 6 сентября)

### Октябрь
- Hotter than Hell (Kiss, 22 октября)

### Ноябрь
- Sheer Heart Attack (Queen, 8 ноября)
- The Lamb Lies Down on Broadway (Genesis, 29 ноября)
- Fly to the Rainbow (Scorpions)
- Red (King Crimson)

### Неточная дата
- Autobahn (Kraftwerk)
- Band on the Run (Пол Маккартни и Wings)
- Hell (Джеймс Браун)
- Fulfillingness' First Finale (Стиви Уандер)
- Livet är en fest (Nationalteatern)
- Secret Treaties (Blue Oyster Cult)
- Soon Over Babaluma (Can)
- Caravan & the New Symphonia (Caravan)
- Wurdah Itah (Кристиан Вандер)
- David Live (Дэвид Боуи)
- Diamond Dogs (Дэвид Боуи)
- Stormbringer (Deep Purple)
- Apostrophe (Фрэнк Заппа)
- Ring (Gary Burton Quintet)
- The Power and the Glory (Gentle Giant)
- София Ротару / Баллада о скрипках (София Ротару)
- Venu (Hariprasad & Zakir Hussain)
- Hall of the Mountain Grill (Hawkwind)
- Walls And Bridges (Джон Леннон)
- Unrest (Henry Cow)
- Sun and Steel (Iron Butterfly)
- War Child (Jethro Tull)
- Kohntarkosz (Magma)
- Apocalypse (Mahavishnu Orchestra)
- Solar Fire (Manfred Mann's Earth Band)
- The Good Earth (Manfred Mann's Earth Band)
- Pampered Menial (Pavlov's Dog)
- In Camera (Питер Хэммил)
- Exotic Birds and Fruit (Procol Harum)
- Jorney to the Centre of the Earth (Рик Уэйкман)
- Rush (Rush)
- Klossa Knapitatet (Samla Mammas Manna)
- Good Times (Shocking Blue)
- Crime of the Century (Supertramp)
- Quatro (Сьюзи Кватро)
- The Heart of Saturday Night (Том Уэйтс)
- When the Eagle Flies (Traffic)
- Wonderworld (Uriah Heep)
- Mysterious Traveller (Weather Report)
- Relayer (Yes)
- A Story (Йоко Оно)
- Rocka Rolla (Judas Priest)
- Waterloo (ABBA, LP)
- All The Girls In The World Beware!!! (Grand Funk Railroad)
- Hergest Ridge (Майк Олдфилд)
- Blackdance (Клаус Шульце)
- Floating (Eloy)

## Лучшие песни года
- «Take Me to the River» (Эл Грин)
- «Jolene» (Долли Партон)
- «Help Me» (Джони Митчел)

## Продажи
- Самый продаваемый альбом в США (Billboard Top 200) — «Goodbye Yellow Brick Road» (Элтон Джон)
- Самый продаваемый альбом в Великобритании — «The Singles 1969—1973» (The Carpenters), второе место — «Band on the Run» (Пол Маккартни и Wings), третье место — «Tubular Bells» (Майк Олдфилд)
- Самый продаваемый сингл в США (Billboard Hot 100) — «The Way We Were» (Барбра Стрейзанд)
- Самый продаваемый сингл в Великобритании — «You Won’t Find Another Fool Like Me» (The New Seekers)

## Награды

### Грэмми
- «Грэмми» за альбом года — Стиви Уандер за «Fulfillingness' First Finale»
- «Грэмми» за запись года — Оливия Ньютон-Джон за «I Honestly Love You»
- «Грэмми» за песню года — «The Way We Were» (исполнитель — Барбра Стрейзанд)

Зал славы премии «Грэмми»:
- Body and Soul[англ.] (Коулмен Хокинс)
- The Christmas Song (Нэт Кинг Коул)
- Gershwin: Rhapsody in Blue (Джордж Гершвин, Пол Уайтмен и его оркестр)
- West End Blues[англ.] (Louis Armstrong and His Hot Five[англ.])
- White Christmas (Бинг Кросби и Ken Darby Singers[англ.])

### Зал славы кантри
- Оуэн Брэдли[англ.][1]
- Пи Ви Кинг[2]

## Родились

### Январь
- 12 января — Мелани Си — британская певица и автор песен, участница группы Spice Girls
- 17 января — Митя Фомин — российский певец, актёр и телеведущий, фронтмен группы Hi-Fi
- 19 января — Влад Сташевский — российский эстрадный певец
- 29 января — Кодзи Вада[англ.] (ум. 2016) — японский поп-певец

### Февраль
- 13 февраля — Робби Уильямс — британский певец, автор песен и актёр, вокалист группы Take That

### Март
- 4 марта — Наталья Лагода (ум. 2015) — российская эстрадная певица
- 31 марта — Натали — российская эстрадная певица, композитор и автор песен

### Апрель
- 5 апреля — Макс Иванов — российский певец и музыкант, вокалист, гитарист и альтист группы «Торба-на-Круче»
- 13 апреля — Марта Яндова — чешская певица, вокалистка группы Die Happy
- 14 апреля — Юрий Барабаш (ум. 1996) — российский певец и автор песен
- 17 апреля — Виктория Бекхэм — британская певица, автор песен и танцовщица, вокалистка группы Spice Girls
- 22 апреля — Шаво Одаджян — американский музыкант армянского происхождения, басист группы System of a Down
- 30 апреля — Андрей Губин — советский и российский эстрадный певец, автор песен и музыкальный продюсер

### Май
- 4 мая — Арман Дуйсенов (ум. 2023) — казахстанский композитор, телеведущий и продюсер
- 5 мая — Трейси Майклз (ум. 2008) — американский музыкант, барабанщик группы Peppermint Creeps
- 16 мая — Лаура Паузини — итальянская певица
- 23 мая
  - Джуэл — американская певица, гитаристка, автор песен и актриса
  - Моника Наранхо — испанская певица
  - Чарли Ян — тайваньская и гонконгская актриса и певица
- 30 мая — Big L (ум. 1999) — американский рэпер и автор песен

### Июнь
- 1 июня — Аланис Мориссетт — канадская и американская певица и композитор
- 25 июня — Фредрик Юханссон[англ.] (ум. 2022) — шведский гитарист

### Июль
- 8 июля
  - Диана Арбенина — российская певица, музыкант и автор песен, лидер группы «Ночные снайперы»
  - Жанна Фриске (ум. 2015) — российская эстрадная певица, телеведущая и киноактриса, солистка группы «Блестящие»

### Август
- 17 августа
  - Ленка Главкова (ум. 2023) — чешский музыковед
  - Лариса Черникова — российская певица

### Сентябрь
- 3 сентября — Дэйв Де Ру — американский певец и музыкант, вокалист и бас-гитарист группы Adema
- 20 сентября — Катя Лель — российская эстрадная певица и автор песен
- 26 сентября — Ninja — южноафриканский рэпер, актёр, продюсер, художник-сатирик, лидером группы Die Antwoord

### Ноябрь
- 2 ноября — Prodigy (ум. 2017) — американский рэпер, музыкальный продюсер, автор песен и писатель, участник группы Mobb Deep

### Декабрь
- 20 декабря — Василий Слипак (ум. 2016) — украинский оперный певец (баритон)
- 27 декабря — Алёна Винницкая — украинская певица, автор песен и телеведущая, солистка группы «ВИА Гра»

## Скончались

### Февраль
- 2 февраля — Жан Абсиль (80) — бельгийский композитор, музыковед и музыкальный педагог
- 4 февраля — Михаил Андрику (79) — румынский пианист, композитор и музыкальный педагог
- 15 февраля — Курт Аттерберг (86) — шведский композитор, дирижёр и музыкальный критик
- 23 февраля — Гарри Руби (79) — американский композитор и сценарист

### Апрель
- 25 апреля — Памела Курсон (27) — подруга и муза лидера группы The Doors Джима Моррисона

### Июль
- 29 июля — Касс Эллиот (32) — американская певица, вокалистка группы The Mamas & the Papas

### Сентябрь
- 18 сентября — Хидэо Сайто (72) — японский композитор, виолончелист, дирижёр и педагог

### Октябрь
- 12 октября — Пинк Андерсон (74) — американский блюзовый гитарист и певец

### Декабрь
- 26 декабря — Фарид аль-Атраш (64) — сирийский актёр, композитор и певец

### Без точной даты
- Альберт Гаррис (62/63) — польский композитор и певец